# Канадійський українець (часопис)
«Канадійський українець» — часопис УГКЦ у Канаді. Виходив з 1911 року по 1931 рік щосуботи у Вінніпезі (до квітня 1919 під назвою «Канадійський русин»).
Заснований архієпископом А. Лянжевеном для проведення релігійної роботи серед русинів греко-католиків за сприяння митрополита Андрея Шептицького. Фінансово часопис утримував єпископ Н. Будка, який був і дописувачем.
Публікував статті народниц.-просвітницького спрямування. Основна тематика — збереження греко-католицької віри, розвиток рідної мови та літератури, створення українських товариств, будівництво українських церков, шкіл. Підтримував та висвітлював події визвольної боротьби українського народу на рідній землі.
Мав власне видавництво, яке від 1917 самостійно випускало свої календарі, де вміщувало матеріали щодо історії українців Канади та Визвольних змагань 1917–21 в Україні. Серед них — перший гумористичний «Календар Штіфа Табачнюка» (1917, укладач і упорядник Я. Майданик), який за своїм змістом різнився від інших календарів тим, що висвітлював вади тогочасної спільноти.
Також видавало книжки релігійної тематики, художню та історичну літературу: «Кобзар» Т. Шевченка (з деякими поясненнями до поеми «Гайдамаки»), «Тарас Бульба» М. Гоголя, «Чернігівка» М. Костомарова, «Історія України-Руси віршами» Ю. Шкварка (усі – 1918), «Церква українців у Канаді. 1890–1927» П. Божика (1927).
Перший редактор часопису – М. Сироїдів (1911–13), потім його редагували О. Сушко, А. Сарматюк, о. М. Залітач, о. П. Олексів, І. Петрушевич, Р. Кремар, І. Рудачек, В. Біберович, В. Дикий (від 1927).